# Alter Flugplatz Karlsruhe
Der Alte Flugplatz ist ein Naturschutzgebiet im Naturraum Hardtebenen in Karlsruhe in Baden-Württemberg. Nach Ende der Nutzung der Streitkräfte der Vereinigten Staaten als Militärflugplatz konnten sich in dem Gebiet wertvolle Sand- und Magerrasen entwickeln. Es ist ein Lebensraum von bisher mehr als 80 nachgewiesenen Vogelarten, über 100 Nachtfalterarten und mehr als 280 verschiedenen Blütenpflanzenarten.

## Geographie
Das rund 69,1 Hektar große Naturschutzgebiet liegt im Karlsruher Nordwesten. Er grenzt an Neureut im Norden, an die Nordstadt im Osten und Süden und an die Nordweststadt im Westen.
Der größte Teil des alten Flugplatzes ist ein Naturschutzgebiet. Der südöstliche Teil ist gemäß einer Allgemeinverfügung der Stadt geschützt. Das Gebiet ist an drei Seiten von Wohngebieten beziehungsweise Straßenbahnlinien umgeben. Es bestehen Planungen, Teile des Gebiets zu bebauen.

## Steckbrief
Das Gebiet wurde per Verordnung am 30. November 2010 als Naturschutzgebiet ausgewiesen und wird unter der Schutzgebietsnummer 2.229 beim Regierungspräsidium Karlsruhe geführt.
Der Schutzzweck des Naturschutzgebiets wird in § 3 der Verordnung festgelegt. Es hat eine Fläche von rund 69,1 Hektar und ist in die IUCN-Kategorie IV, ein Biotop- und Artenschutzgebiet, eingeordnet. Die WDPA-ID lautet 555514010 und entspricht dem europäischen CDDA-Code und der EUNIS-Nr.
Neben dem Status als Naturschutzgebiet und dem Schutz durch die Allgemeinverfügung sind Teile des Naturschutzgebiets durch die Fauna-Flora-Habitat-Richtlinie der EU geschützt und ist somit Teil des Natura-2000-Netzwerks. Es hat eine Fläche von rund 53,7 Hektar und wird unter der Schutzgebiets-Nr. 6916341 mit dem identischen Namen geführt.

## Geschichte

### Vor der Nutzung als Flugplatz
Im 18. Jahrhundert nutzte die badische Armee ein weiter östlich gelegenes Gebiet als sogenannten „Kleinen Exerzierplatz“. Zu Beginn des 19. Jahrhunderts rodete man einen größeren Bereich des Hardtwalds, wodurch der Große Exerzierplatz mit einer Fläche von 75 ha am heutigen Standort entstand.
Nach dem Ende des Deutsch-Französischen Krieges Ende des 19. Jahrhunderts entstanden südlich des Großen Exerzierplatzes große Kasernen. Anfang des 20. Jahrhunderts wurde am südlichen Rand das Städtische Klinikum Karlsruhe errichtet.

### Aktive Nutzung
Am 8. September 1909 wurde in der Mitte der südlichen Hälfte des Großen Exerzierplatzes eine Ankerstelle für Zeppeline eingerichtet. 1911 gelang dem Flugpionier Paul Senge mit einem selbstgebauten Flugzeug die erste erfolgreiche Umrundung des Platzes. Mit zunehmender Benutzung wurde 1925 erstmals in Karlsruhe ein regelmäßiger Flugbetrieb gestartet und der Standort entwickelte sich zu einem wichtigen innerdeutschen zivilen Flughafen. 39 Städte im In- und Ausland wurden angeflogen, bereits im ersten Jahr wurden beinahe 2.000 Fluggäste befördert.
1935 wurden für die militärischen Tätigkeiten des Dritten Reiches nördlich des Flugplatzes weitere Teile des Hardtwaldes gerodet und die Fläche auf insgesamt 136 ha erweitert. Die Einrichtungen wurden modernisiert und erweitert, und der zivile Luftverkehr, mittlerweile auch zu internationalen Zielen, wurde eingestellt.
Nach dem Zweiten Weltkrieg übernahmen die Streitkräfte der Vereinigten Staaten den Flugplatz, nutzen diesen allerdings nur begrenzt als Militärflugplatz.

### Umwandlung in Naturschutzgebiet
1953 wurden 40 ha des Geländes durch die Amerikaner für den Bau von Wohnungen freigegeben. Ab 1991 wurde im Gemeinderat über eine Bebauung des Geländes beraten, die Naturschutz und Wohnungsbau in Einklang bringen sollte. Als 1993 der Alte Flugplatz an die Stadt Karlsruhe übergeben wurde, begann die Erweiterung der Nordweststadt. Im Jahre 2003 regelte die Stadt die Nutzung mit einer Allgemeinverfügung, die 2010 durch eine Naturschutzgebietsverordnung des Regierungspräsidiums Karlsruhe erweitert wurde.

## Schutzwürdigkeit

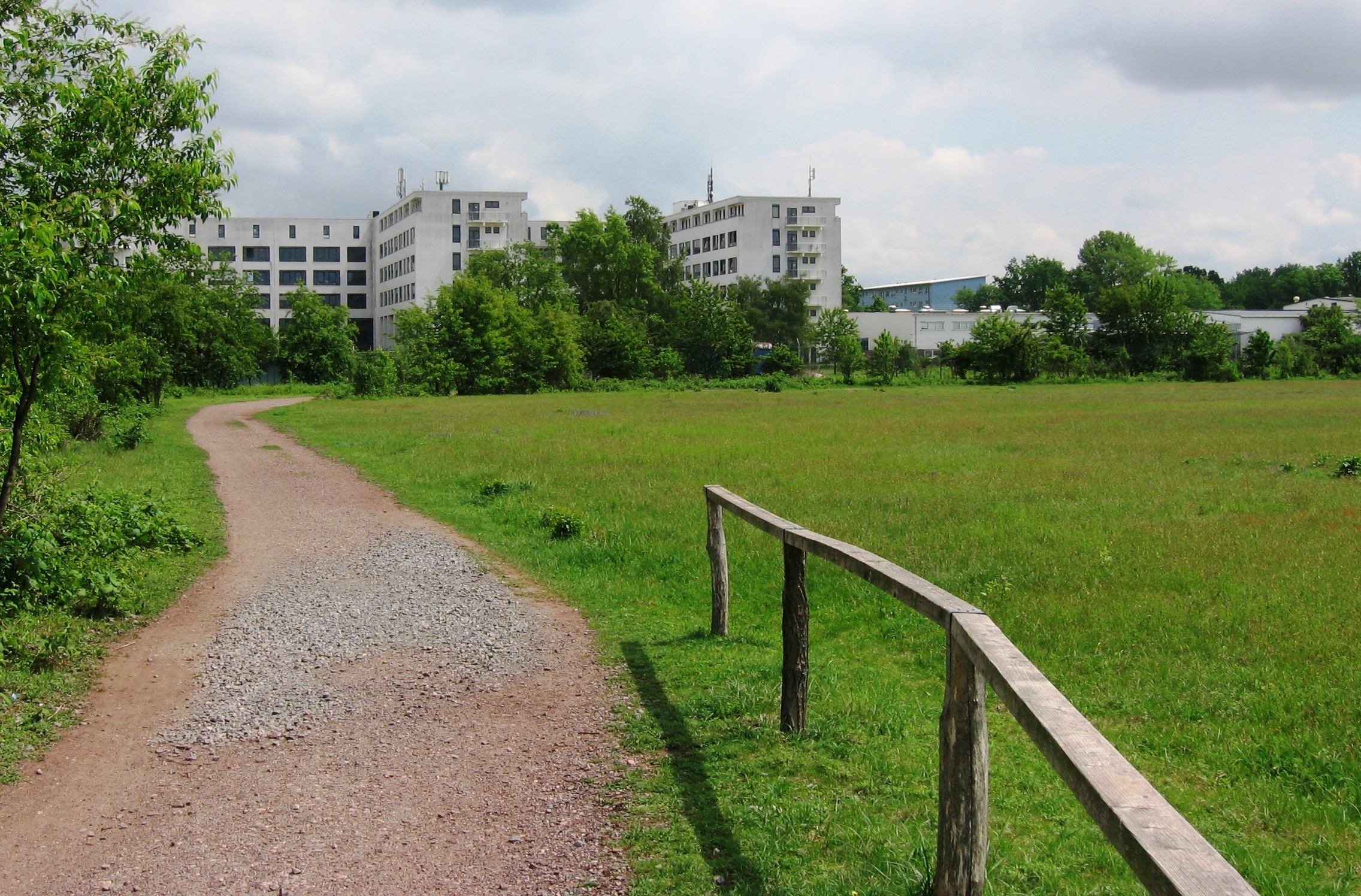
NSG Alter Flugplatz Karlsruhe, Blick in Richtung Erzbergerstraße

Der Alte Flugplatz ist ein weitgehend ebenes Sandgebiet. Die Flächen wurden nach der Rodung sehr unregelmäßig gemäht beziehungsweise beweidet. Da ebenfalls keine Maßnahmen zur Verbesserung der Böden stattgefunden haben, blieb die Nährstoffarmut erhalten. Dadurch entstand ein Lebensraum, der in der nördlichen Oberrheinischen Tiefebene nahezu einzigartig ist. Über 80 Vogelarten, 100 Nachtfalterarten und 280 verschiedene Blütenpflanzenarten wurden bisher gefunden.
Landschaftstypen wie Heide und Extensivgrünland spielen eine zentrale Rolle. Im Süden des alten Flugplatzes finden sich ausgedehnte Magerrasen, im mittleren Bereich die letzten Borstgrasweiden der nördlichen Oberrheinebene. Diese beherbergen einige gefährdete Pflanzenarten, darunter z. B. die Heide-Nelke und die Sandrapunzeln.
Stechimmen haben im Gebiet eines der letzten Vorkommen im Naturraum beziehungsweise eventuell sogar in Baden-Württemberg. Für einige seltene und gefährdete Brutvogelarten sowie Zugvögel bieten die ausgedehnten Grasflächen sowie die unterschiedlich strukturierten Gehölzen hochwertige Lebensräume.

## Pflege
Zuständig für die Pflege und den Erhalt des alten Flugplatzes ist die Behörde Umwelt- und Arbeitsschutz der Stadt Karlsruhe. Zur Offenhaltung der Magerrasen wird der südliche Teil regelmäßig gemäht, während der nördliche Teil von Eseln beweidet wird.
Die angrenzende Bevölkerung wird regelmäßig durch Presseartikel sowie Führungen über die Aktivitäten in Kenntnis gesetzt. Im Rahmen des Projektes „Schüler erleben Naturschutz“ wird Schulkindern die Pflege des Naturschutzgebietes nähergebracht.